# غلام علی
غلام علی، روستایی از توابع بخش مرکزی شهرستان سقز در استان کردستان ایران است.

## جمعیت
این روستا در دهستان ترجان قرار دارد و براساس سرشماری مرکز آمار ایران در سال ۱۳۸۵، جمعیت آن ۱۱۶ نفر (۲۵ خانوار) بوده‌است.